# Pietro Cossali

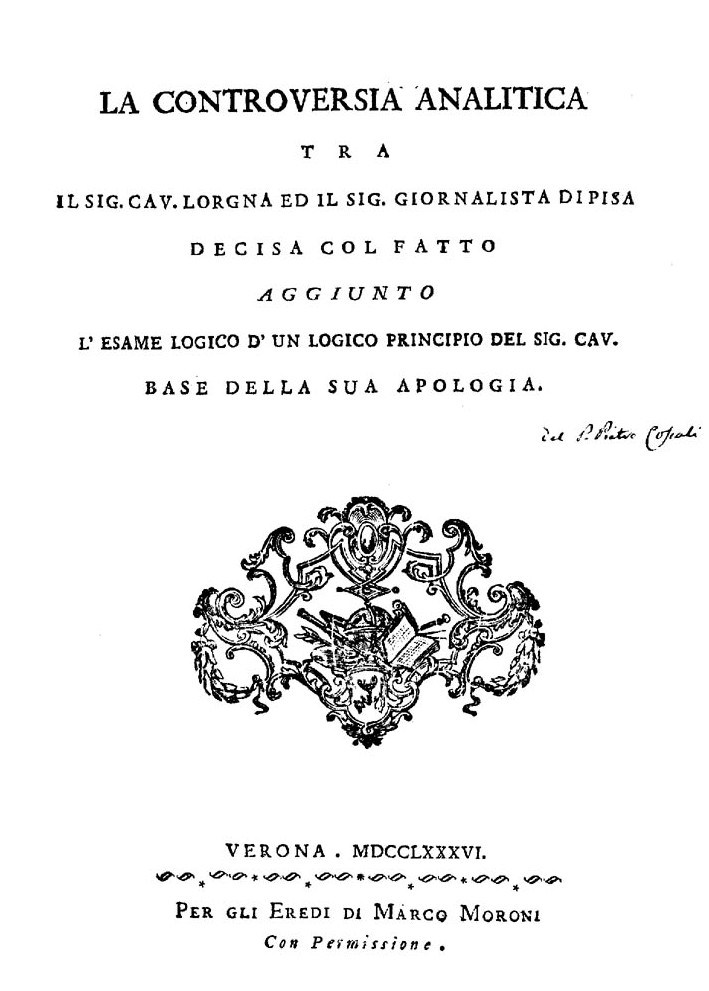
Controversia analitica, 1786

Pietro Cossali (Verona, 29 giugno 1748 – Padova, 20 dicembre 1815) è stato un matematico italiano.

## Biografia
Dopo aver studiato presso il collegio dei Gesuiti di Verona si fa teatino e studia a Milano sacra eloquenza, teologia, matematica e fisica. Dopo i voti, è inviato a Padova come predicatore.
Dopo essere tornato a Verona comincia a insegnare filosofia e fisica sperimentale. In seguito insegna astronomia, meteorologia e idraulica presso l'Università di Parma e calcolo sublime presso l'Università di Padova.
Dedica i suoi studi soprattutto all'astronomia, all'idraulica e alla matematica.
Pubblica anche un libro sulla storia della matematica (Origine, trasporto in Italia, primi progressi in essa dell'algebra. Storia critica di nuove disquisizioni analitiche e metafisiche arricchita, Parma, 1797-1799), il primo su questo argomento pubblicato in Italia (v. qui).
Nella Chiesa di Sant'Anastasia di Verona è collocato il suo monumento funebre.

## Opere
- Pietro Cossali, Sul quesito analitico proposto dall'Accademia di Padova per il premio dell'anno 1781 di una assoluta dimostrazione della irreducibilità del binomio cubico, In Verona, Marco eredi Moroni, 1782. URL consultato il 13 giugno 2015.

- Pietro Cossali, Controversia analitica tra il signor cavalier Lorgna ed il signor giornalista di Pisa decisa col fatto aggiunto l'esame logico d'un logico principio, Verona, Marco Moroni, 1786. URL consultato il 13 giugno 2015.

- Pietro Cossali, Elogio di Luigi Lagrange, Padova, Nicolò Bettoni, 1813. URL consultato il 13 giugno 2015.